# 尾藤道休
尾藤 道休（びとう どうきゅう）は、安土桃山時代の武将。

## 経歴
天正17年（1589年）2月25日夜、豊臣秀吉の居である京都聚楽第番所の白壁に、秀吉や世相についての落書きが発見された。前田玄以が密かに片づけたというが、秀吉の知るところとなって番衆17人が処分された。
まず、2月29日に鼻を削ぎ、2月30日に耳を切ったうえで逆さ磔にするという厳しい処分が下された。
また、3月1日には増田長盛・石田三成を秀吉は当時大坂天満にあった本願寺に派遣した。用向きは本願寺にいる「牢人衆の儀」とあり、これは落書き事件に関与あるいは連座して追放された牢人たちを本願寺の寺内で匿っているという疑いがかけられたものであり、それ以前にも秀吉からの詰問があった。道休はその牢人衆に該当しており、これにすぐに応じた本願寺門跡の顕如は、寺内にいた道休を自害させ、その首級を差し出した。

## 死後
翌日には本願寺の「牢人衆」であった道休や武衞ケンユウ（斯波義銀とも弟の蜂屋謙入とも）が住んでいた寺内町が焼き討ちされ、本願寺門徒のうち願徳寺とその女房、道休の居宅近くに住むの町人らは捕縛された。3日も関係者の捕縛は続き、4日には顕如・本願寺坊官以下、諸侍、町人・家主に至るまで科人を隠匿しない旨の起請文の作成が求められ、3月2日付けで血判起請文を秀吉に提出して一応事態は収集された。
3月9日に計63人が京都へ連行され、3人は自害、残る60人は六条河原で磔にされた。80を超えた者、7歳にも満たない者、男女の隔てもなく、本願寺の法師もいれば、諸国を往来する商人もおり、有罪の者も無罪の者も一切合切の処罰であった。下手人かどうかの判断はくじで判断され、興福寺多聞院英俊は「運次第也、さてさて不憫事也、一向無罪仁共也、アサマシアサマシ」と呆れ果てている。
大坂でも処罰者が50人出ており計113人死刑となった。18日には寺内掟5箇条が石田と増田の連判で出された。
1. 勘気の牢人を抱えないこと
2. 盗人・悪党は油断なく糾明を遂げること
3. 町中に武士奉公人を抱えないこと
4. 町中では誰の家来であっても町並に役儀を務めること
5. 他所・他郷の町人・百姓はその所の給人・代官に支障がある場合は抱えないこと

と取り決め、19日には寺内の検地が石田と増田によって施行された。

## 資料
- 『門真市史』第2巻（門真市、1992年）
- 『言経卿記』巻5
- 『多聞院日記』巻35
- 『鹿苑日録』巻35

## 登場作品
テレビドラマ
- 真田丸（2016年、NHK大河ドラマ） - 演：横田栄司